# Município de York (condado de Tuscarawas, Ohio)
O município de York (em inglês: York Township) é um município localizado no condado de Tuscarawas no estado estadounidense de Ohio. No ano de 2010 tinha uma população de 1.351 habitantes e uma densidade populacional de 22,06 pessoas por km².

## Geografia
O município de York encontra-se localizado nas coordenadas 40° 26′ 37″ N, 81° 30′ 17″ O. Segundo a Departamento do Censo dos Estados Unidos, o município tem uma superfície total de 61.24 km², da qual 61,17 km² correspondem a terra firme e (0,11 %) 0,07 km² é água.

## Demografia
Segundo o censo de 2010, tinha 1.351 habitantes residindo no município de York. A densidade populacional era de 22,06 hab./km². Dos 1.351 habitantes, o município de York estava composto pelo 98,45 % brancos, o 0,07 % eram afroamericanos, o 0,22 % eram amerindios, o 0,15 % eram de outras raças e o 1,11 % eram de uma mistura de raças. Do total da população o 0,52 % eram hispanos ou latinos de qualquer raça.